# Prunus rotunda
Prunus rotunda är en rosväxtart som beskrevs av Macbride. Prunus rotunda ingår i släktet prunusar, och familjen rosväxter. Inga underarter finns listade i Catalogue of Life.